# Morti nel 1457
| Questa pagina contiene informazioni ricavate automaticamente dalle voci biografiche con l'ausilio del template Bio e di un bot. L'aggiornamento è periodico e automatico e ricostruisce completamente la pagina. Se manca una persona in questa lista, sei pregato di non aggiungerla, ma accertati piuttosto che la sua voce biografica contenga il template Bio e che i dati anagrafici siano correttamente compilati. Se il template Bio manca, inseriscilo tu stesso o, in alternativa, metti l'avviso {{tmp\|Bio}} che ne segnala la mancanza. Se i dati riportati sono sbagliati, correggi direttamente la voce biografica; le modifiche saranno visibili in questa lista entro pochi giorni. Per chiarimenti vedi il progetto biografie. La lista contiene solo le 38 persone che sono citate nell'enciclopedia e per le quali è stato implementato correttamente il template Bio. Pagina aggiornata al 2 ago 2025. |

- 12 gennaio - Jacopo Foscari, nobiluomo italiano
- 12 gennaio - Pietro del Monte, giurista, umanista e vescovo cattolico italiano
- 17 gennaio - Giovanni d'Anagni, giurista e presbitero italiano
- 5 febbraio - Rolando il Magnifico, condottiero e politico italiano (n. 1393)
- 15 febbraio - Emanuele Appiano, nobile (n. 1380)
- 14 marzo - Jingtai, imperatore cinese (n. 1428)
- 28 aprile - Bartolomeo Visconti, vescovo cattolico italiano (n. 1402)
- 3 maggio - Irene Cantacuzena, principessa bizantina (n. 1400)
- 22 maggio - Rita da Cascia, religiosa italiana (n. 1381)
- 25 giugno - Guiduccia da Correggio, nobildonna italiana (n. 1399)
- 4 luglio - Rinaldo Piscicello, cardinale e arcivescovo cattolico italiano (n. 1415)
- 19 luglio - Goharshad, regina persiana
- 27 luglio - Gentile Brancaleoni, duchessa (n. 1416)
- 1º agosto - Lorenzo Valla, umanista, filologo classico e scrittore italiano (n. 1407)
- 12 settembre - Gabriele Sforza, arcivescovo cattolico italiano (n. 1423)
- 22 settembre - Pietro II di Bretagna, nobile francese (n. 1418)
- 3 ottobre - Giampietro da Lucca, letterato italiano
- 6 ottobre - Marco di Bartolomeo Rustici, orafo e miniatore italiano
- 7 ottobre - Giovanni di Coimbra, principe portoghese (n. 1431)
- 1º novembre - Francesco Foscari, doge (n. 1373)
- 3 novembre - Ludovico II di Württemberg-Urach, conte tedesco (n. 1439)
- 17 novembre - Danjong di Joseon, re coreano (n. 1441)
- 23 novembre - Ladislao il Postumo, sovrano (n. 1440)
- 27 novembre - Neri di Gino Capponi, politico italiano (n. 1388)
- Andrea del Castagno, pittore italiano (n. 1421)
- Basinio Basini, umanista e poeta italiano (n. 1425)
- Bartolomeo Facio, storico, scrittore e umanista italiano
- Giovanni dal Ponte, pittore italiano (n. 1385)
- László Hunyadi, politico ungherese (n. 1433)
- Angelo Giovanni Lomellini, mercante, politico e ammiraglio italiano
- Mariotto di Cristofano, pittore italiano
- Abul-Qasim Babur Mirza, sovrano turkmeno
- Catalano di Monaco, monegasco (n. 1415)
- Francesco Pandone, nobile e condottiero italiano (n. 1384)
- Bartolomeo Perestrello, navigatore e esploratore portoghese
- Pesellino, pittore e miniatore italiano
- Angelo Sanfelice, vescovo cattolico italiano
- Giorgio Visconti Aicardi, condottiero italiano